# 旦正草
旦正草（1972年7月—），甘肃夏河人，藏族，中国共产党党员。中华人民共和国政治人物、第十三届全国人民代表大会甘肃省代表。

## 生平
1994年从甘肃省卫校毕业时，旦正草回到草原，担任藏族村医。2018年2月24日，旦正草被选为甘肃省出席第十三届全国人民代表大会代表。